# Moutier-d’Ahun
Moutier-d’Ahun település Franciaországban, Creuse megyében. Lakosainak száma 161 fő (2022. január 1.). Moutier-d’Ahun Ahun, Cressat, Lavaveix-les-Mines, Saint-Martial-le-Mont és Saint-Pardoux-les-Cards községekkel határos.

## Népesség
A település népességének változása:
| Lakosok száma | 274  | 234  | 195  | 176  | 162  | 176  | 184  | 169  | 161  | 161  |
|               | 1968 | 1982 | 1990 | 2006 | 2013 | 2015 | 2017 | 2019 | 2020 | 2022 |